# Rutzenham
Rutzenham ist eine Gemeinde  in Oberösterreich im Bezirk Vöcklabruck  im Hausruckviertel mit 295 Einwohnern (Stand 1. Jänner 2024). Die Gemeinde liegt im Gerichtsbezirk Vöcklabruck.

## Geografie
Rutzenham liegt auf ca. 421 m Höhe im Hausruckviertel. Die Ausdehnung beträgt von Nord nach Süd 3,1 km, von West nach Ost 2,7 km. Die Gesamtfläche beträgt 4,8 km². 20,8 % der Fläche sind bewaldet, 72,9 % der Fläche sind landwirtschaftlich genutzt.

### Gemeindegliederung
Das Gemeindegebiet umfasst folgende Ortschaften (in Klammern Einwohnerzahl Stand 1. Jänner 2024):
- Anzental (36)
- Bach (141)
- Bergern (42)
- Kirchdorf (19)
- Mühlparz (15)
- Pichl (8)
- Rutzenham (34)

### Nachbargemeinden
| Manning  | Atzbach                                     |                             |
| Pilsbach | Kompassrose, die auf Nachbargemeinden zeigt | Pitzenberg                  |
|          | Pühret                                      | Oberndorf bei Schwanenstadt |

## Geschichte
Ursprünglich im Ostteil des Herzogtums Bayern liegend, gehörte der Ort seit dem 12. Jahrhundert zum Herzogtum Österreich. Seit 1490 wird er dem Fürstentum Österreich ob der Enns zugerechnet.
Während der Napoleonischen Kriege war der Ort mehrfach besetzt.
Seit 1918 gehört der Ort zum Bundesland Oberösterreich. Nach dem Anschluss Österreichs an das Deutsche Reich am 13. März 1938 gehörte der Ort zum Gau Oberdonau. Nach 1945 erfolgte die Wiederherstellung Oberösterreichs.
Die Gemeinde war bis Ende 2004 Teil des Gerichtsbezirks Schwanenstadt und wurde per 1. Jänner 2005 Teil des Gerichtsbezirks Vöcklabruck.

### Einwohnerentwicklung
1991 hatte die Gemeinde laut Volkszählung 239 Einwohner, 2001 dann 236 Einwohner. Im März 2018 zählte die Gemeinde 302 Einwohner (mit Zweitwohnsitzen 323 Einwohner) und nähert sich damit der zweitkleinsten Gemeinde in Oberösterreich, Mayrhof im Bezirk Schärding.

## Kultur und Sehenswürdigkeiten

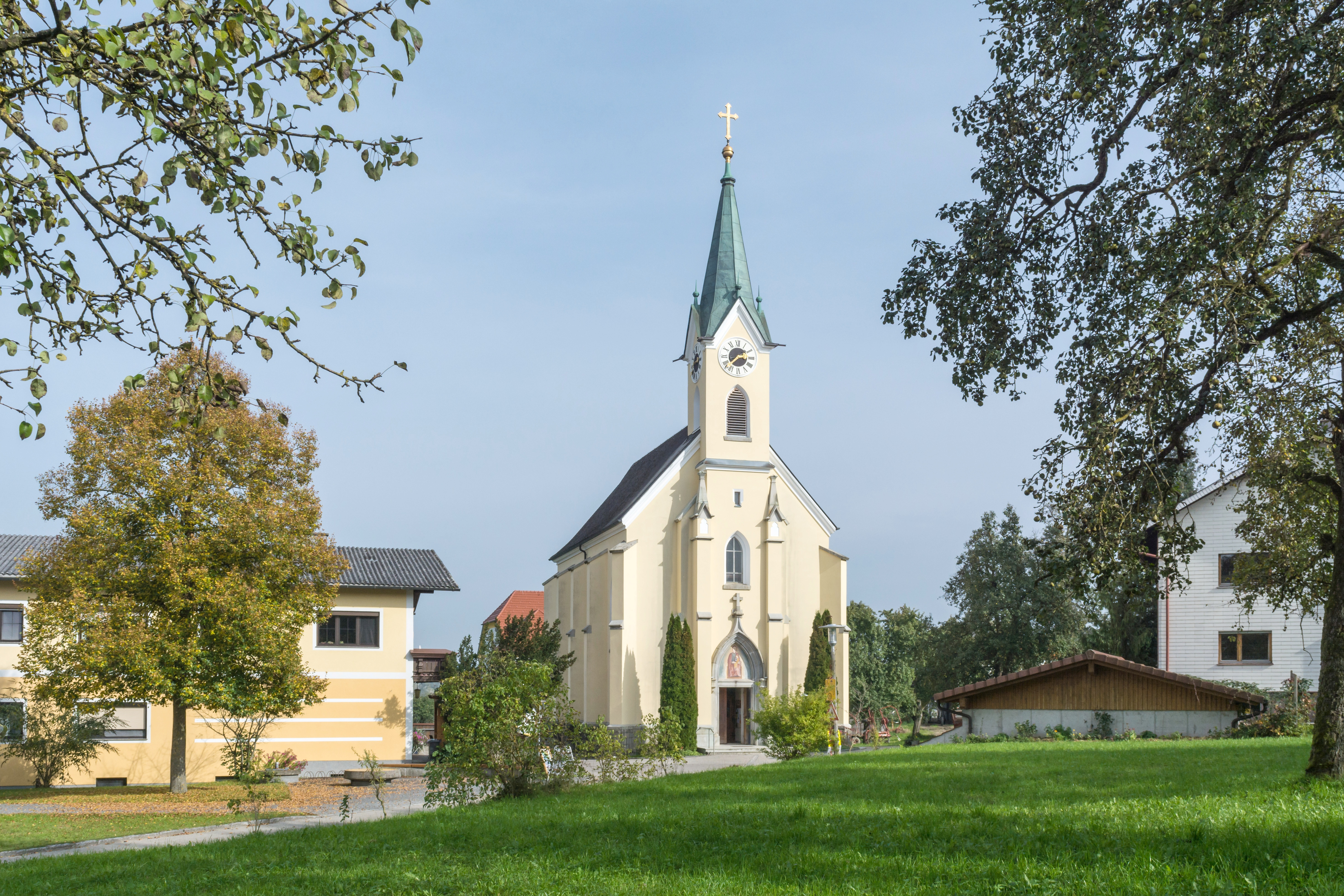
Expositurkirche Bach

- Katholische Expositurkirche Bach Göttlicher Kinderfreund

## Wirtschaft und Infrastruktur
Von den 18 landwirtschaftlichen Betrieben des Jahres 2010 wurden 6 im Haupterwerb geführt.  Im Produktionssektor arbeiteten 4 Erwerbstätige. Die wichtigsten Arbeitgeber des Dienstleistungssektors waren die Bereiche Beherbergung und Gastronomie (18) sowie soziale und öffentliche Dienste (12 Mitarbeiter).
| Wirtschaftssektor            | Anzahl Betriebe | Anzahl Betriebe | Erwerbstätige | Erwerbstätige |
| Wirtschaftssektor            | 2011            | 2001            | 2011          | 2001          |
| ---------------------------- | --------------- | --------------- | ------------- | ------------- |
| Land- und Forstwirtschaft 1) | 18              | 29              | 14            | 25            |
| Produktion                   | 5               | 1               | 4             | 1             |
| Dienstleistung               | 14              | 6               | 38            | 40            |

1) Betriebe mit Fläche in den Jahren 2010 und 1999

## Politik
Aus Kostengründen hat sich Rutzenham mit den Nachbargemeinden Pitzenberg, Pühret und Oberndorf bei Schwanenstadt im Jahr 2005 zu einer Verwaltungsgemeinschaft zusammengeschlossen. Das gemeinsame Gemeindeamt befindet sich in Oberndorf. Im Zuge dieser Kooperation wurde ebenfalls ein gemeinsamer Bauhof für die vier Gemeinden errichtet, der in Rutzenham untergebracht ist. Aufgrund einer Initiativprüfung des Sparpotentials empfahl der Landesrechnungshof 2015, eine Fusionierung der vier Gemeinden anzudenken.
Der Gemeinderat hat 9 Mitglieder.
- Mit den Gemeinderats- und Bürgermeisterwahlen in Oberösterreich 2003 hatte der Gemeinderat folgende Verteilung: 6 ÖVP und 3 Bürgerliste Rutzenham (BLR).
- Mit den Gemeinderats- und Bürgermeisterwahlen in Oberösterreich 2009 hatte der Gemeinderat folgende Verteilung: 7 ÖVP und 2 BLR.
- Mit den Gemeinderats- und Bürgermeisterwahlen in Oberösterreich 2015 hatte der Gemeinderat folgende Verteilung: 5 ÖVP, 2 FPÖ und 2 BLR.
- Mit den Gemeinderats- und Bürgermeisterwahlen in Oberösterreich 2021 hat der Gemeinderat folgende Verteilung: 5 ÖVP, 2 BLR und 2 FPÖ.[5]

Vizebürgermeister ist Andreas Huber (ÖVP). Fraktionsobmann der ÖVP ist Manfred Heimbuchner, Fraktionsobmann der Bürgerliste Rutzenham ist Christian Aichmayr und Fraktionsobmann der FPÖ ist Wolfgang Glück.

### Bürgermeister
- bis 2008 Josef Fellner (ÖVP)
- seit 2009 Anton Helmberger (ÖVP)

### Wappen
Blasonierung: Durch eine silberne Wellenleiste schräglinks geteilt; oben in Blau ein goldenes Endrautenkreuz, unten in Grün eine Kamillenblüte mit goldenem Butzen und sechs silbernen Blütenblättern. Die Gemeindefarben sind Grün-Weiß-Blau.
Das Gemeindewappen wurde 1984 verliehen. Der Wellenbalken steht für die zentrale Ortschaft Bach, die dortige Kirche zum Göttlichen Kinderfreund wird durch das Kreuz symbolisiert. Die Kamille als typische Feldpflanze verweist auf die landwirtschaftliche Struktur der Gemeinde.

## Medien
Seit Juni 2008 wird im Freien Radio Salzkammergut jeden ersten Dienstag im Monat um 14:00 Uhr und seit August 2014 zusätzlich um 21:00 Uhr bei Radio FRO die Sendung „Contrast – auf der Suche nach dem ultimativen Sound, exklusive Töne aus der größten Musiksammlung der kleinsten Gemeinde Oberösterreichs“ (damit ist Rutzenham gemeint, die einwohnermäßig kleinste Gemeinde in Oberösterreich) ausgestrahlt. Moderator der Sendung ist Christian Aichmayr, der bislang ca. 190 Sendungen dieser Sendereihe gestaltet hat.
Die Radiosendung „VOR ORT“ beinhaltet einen gesellschaftspolitischen Diskurs und ist jeden 2. und 4. Freitag im Monat um 9:00 Uhr im Freien Radio Salzkammergut sowie jeden 2. und 4. Donnerstag im Monat um 19:00 Uhr bei Radio FRO zu hören mit Wiederholung am darauffolgenden Freitag um 14:00 Uhr. Gestaltet wird diese Sendung ebenfalls von Christian Aichmayr (bislang mehr als 200 Sendungen).
Sendungen (Auszug)
- Im Herbst 2021 wurde VOR ORT 168 ausgestrahlt, die sich mit der derzeitigen Lebenssituation von sechs ausgewählten Jugendlichen aus Rutzenham auseinandersetzt.[12]
- Im Juli 2022 wurde VOR ORT 186 zum Projekt „Kunst am Bau“ in der Volksschule Bach gesendet.[13]

Am 28. April 2017 machte das Frühfernsehen des ORF, Guten Morgen Österreich in der Ortschaft Bach Station.

## Persönlichkeiten
- Josef Baldinger (1866–1949), Landwirt, Gastwirt und Abgeordneter, ehemaliger Vizebürgermeister von Rutzenham